# 类固醇生成因子1
类固醇生成因子1（英語：steroidogenic factor 1，缩写SF-1）是一种参与性別決定的转录因子，涉及生殖腺与肾上腺。这一蛋白由NR5A1基因编码，属于核受体超家族，位于9号染色体长臂段的位置33.3。SF-1最初发现于其能调节CYP450类固醇羟化酶的表达，因而得名，之后又发现了参与调控许多相关基因。

## 目标基因

### 类固醇生成细胞
SF-1最早在肾上腺皮质的类固醇生成细胞中被鉴定出具有调控类固醇生成酶活性，此后又发现在其它类固醇生成细胞中的活性：
| 物种 | 基因    | 细胞/组织        | 来源   |
| ---- | ------- | ---------------- | ------ |
| 大鼠 | CYP11A1 | 颗粒细胞         | [ 8 ]  |
| 小鼠 | CYP11A1 | Y1肾上腺皮质细胞 | [ 9 ]  |
| 牛   | 催产素  | 卵巢             | [ 10 ] |
| 小鼠 | StAR    | MA-10细胞        | [ 11 ] |

## 其它相互作用
SF1还可與下列蛋白發生相互作用：
- β-连环蛋白[12][13]
- DAX1[14][15]
- NRIP1[16][17]
- SOX9[18]
- TRERF1[19]